# Dipartimento di Eldorado
Eldorado è un dipartimento argentino, situato nel nord-ovest della provincia di Misiones, con capoluogo Eldorado.
Esso confina con i dipartimenti di Iguazú, General Manuel Belgrano, San Pedro e Montecarlo, e con la repubblica del Paraguay.
Secondo il censimento del 2010, su un territorio di 1.927 km², la popolazione ammontava a 78.221 abitanti.
Municipi del dipartimento sono:
- Nueve de Julio
- Colonia Delicia
- Colonia Victoria
- Eldorado
- Santiago de Liniers